# Star Wars Celebration
La Star Wars Celebration è una convention che si tiene per celebrare la saga di Guerre stellari. L'evento viene organizzato dalla Lucasfilm, senza una precisa cadenza temporale ed è organizzato prevalentemente in varie località negli Stati Uniti e in Europa. L'evento presenta una serie di annunci sui progetti inediti del franchise  creato da George Lucas, con panel di discussione con gli attori, produttori, registi, sceneggiatori, proiezioni, mostre, gare cosplay e vendita di merchandise. L'evento è iniziato nel 1999, quando la Lucasfilm organizzó la prima Star Wars Celebration a Denver, Colorado, per celebrare l'imminente uscita di Star Wars: Episodio I - La minaccia fantasma.

## Edizioni
Celebration I
La prima celebration si è svolta dal 30 aprile al 2 maggio 1999 a Denver presso il museo Wings Over the Rockies Air and Space e si è celebrato l'imminente uscita di Episodio I - La minaccia fantasma. All'evento erano presenti oltre 20 000 persone.
Celebration II
La seconda celebration si è svolta dal 3 maggio al 5 maggio 2002 a Indianapolis presso il centro Indiana Convention Center e si è celebrato l'imminente uscita di Episodio II - L'attacco dei cloni. All'evento erano presenti oltre 27 000 persone.
Celebration III
La terza celebration si è svolta dal 21 aprile al 24 aprile 2005 a Indianapolis presso il centro espositivo Indiana Convention Center e si è celebrato l'imminente uscita di Episodio III - La vendetta dei Sith. All'evento erano presenti oltre 29 000 persone.
Celebration IV
La quarta celebration si è svolta dal 24 maggio al 28 maggio 2007 a Los Angeles presso il centro espositivo Los Angeles Convention Center e si è celebrato il 30º anniversario del franchise. All'evento erano presenti oltre 35 000 persone.
Celebration Europe
La celebration Europea si è svolta dal 13 luglio al 15 luglio 2007 a Londra presso il centro espositivo ExCeL Exhibition Centre, è il primo evento a svolgersi fuori dal suolo statunitense e si è celebrato il 30º anniversario del franchise. All'evento erano presenti oltre 29 000 persone.
Celebration Japan
La celebration Giapponese si svolta dal 19 luglio al 21 luglio 2008 a Chiba presso il centro congressi Makuhari Messe ed è il primo evento a tenersi in Asia. All'evento erano presenti oltre 17 000 persone.
Celebration V
La Celebration V si tenne all'Orange County Convention Center ad Orlando, in Florida, dal 12 al 15 agosto 2010. La convention celebrava il 30° anniversario del secondo film di Star Wars, L'Impero colpisce ancora, segnando la prima apparizione americana di Mark Hamill e l'ultima apparizione americana di Caroline Blakiston (Mon Mothma). All'evento erano presenti circa 32.000 persone.
Celebration VI
La Celebration VI si è tenuta a Orlando, in Florida, presso l'Orange County Convention Center (OCCC) dal 23 al 26 agosto 2012. Diverse celebrità sono tornate per le apparizioni a questa Celebration tra cui Mark Hamill, Carrie Fisher e Anthony Daniels, mentre Ian McDiarmid ha partecipato all'evento per la prima volta. George Lucas non era previsto che partecipasse ma ha fatto un'apparizione a sorpresa. L'evento ha ospitato l'annuncio di Star Wars Detours, serie animata satirica poi cancellata. All'evento erano presenti circa 35.000 persone.
Celebration Europe II
La Celebration Europe II si è tenuta ad Essen, in Germania, presso la sede della fiera Messe Essen dal 26 al 28 luglio 2013. I panel principali sono stati l'apparizione inaugurale di Kathleen Kennedy alla Star Wars Celebration e il primo sguardo a Star Wars Rebels. Oltre 20.000 persone hanno partecipato all'evento da 40 paesi diversi. La convention ha celebrato il 30° anniversario del terzo film di Star Wars, Il ritorno dello Jedi.
Celebration Anaheim 2015
A partire da questa edizione della Celebration, (la prima organizzata dalla gestione del brand sotto la guida di Disney) non viene più riportata più la numerazione in numeri romani per indicare le singole edizioni, tale dicitura viene sostituta dando maggior risalto all'anno e al luogo della manifestazione. Durante la cerimonia di chiusura della Celebration Europe II è stato annunciato che la Celebration Anaheim si sarebbe tenuta ad Anaheim, in California, presso l'Anaheim Convention Center, dal 16 al 19 aprile 2015, con una partecipazione di circa 50.000 fan. 
Questo evento è stato uno dei più attesi a causa dell'uscita di Star Wars - Il risveglio della Forza a dicembre 2015, con la maggior parte delle notizie e delle informazioni sul film tenute segrete prima dell'evento. L'intera celebrazione è stata trasmessa in diretta online gratuitamente tramite www.starwars.com e il canale YouTube di Star Wars. Il tanto atteso secondo teaser trailer di Star Wars: Il risveglio della Forza è stato presentato in anteprima il 16 aprile 2015, durante il panel di apertura dell'evento che includeva anche molte delle star del prossimo film, nuove e vecchie, il regista J.J. Abrams insieme al produttore e presidente della Lucasfilm, Kathleen Kennedy. Il giorno seguente i fan hanno potuto vedere il trailer del prossimo videogioco, Star Wars: Battlefront, mentre il terzo giorno ha fatto il suo debutto il trailer della seconda stagione di Star Wars Rebels. La Celebration ha chiuso il suo quarto e ultimo giorno con la visione ai fan di un teaser trailer esclusivo per Rogue One: A Star Wars Story, uscito a dicembre 2016.
Celebration Europe 2016
La Celebration Europe III si è tenuta dal 15 al 17 luglio 2016 presso l'ExCel Center di Londra, Inghilterra. La convention ha celebrato il film in uscita Rogue One: A Star Wars Story. Hanno inoltre partecipato all'evento i registi Phil Lord e Chris Miller e l'attore Alden Ehrenreich per promuovere il film Solo: A Star Wars Story. I biglietti "Jedi Master VIP" sono andati esauriti immediatamente. Questa è stata l'ultima partecipazione di Carrie Fisher, morta nel 2016.
Celebration Orlando 2017
La Celebration Orlando si è tenuta dal 13 al 16 aprile 2017 a Orlando, Florida. La convention ha celebrato il 40° anniversario di Star Wars: Una nuova speranza e il prossimo film, Star Wars - Gli ultimi Jedi. Questa è stata la prima Star Wars Celebration a cui ha partecipato Harrison Ford. Ha fatto un'apparizione durante il panel di apertura che celebrava i 40 anni di Star Wars tenutosi il 13 aprile insieme a Kathleen Kennedy e un'apparizione a sorpresa di George Lucas e John Williams con l'Orlando Philharmonic Orchestra che ha eseguito parti della colonna sonora. Un tributo speciale a Carrie Fisher è stato tenuto da Mark Hamill il 14 aprile. Un teaser trailer di Star Wars: Gli ultimi Jedi è stato presentato in anteprima il 14 aprile. Il 15 aprile è stato annunciato che la stagione 4 di Star Wars Rebels sarebbe stata l'ultima stagione della serie. La celebrazione è stata nuovamente trasmessa in streaming live e gratuitamente tramite StarWars.com e il canale YouTube di Star Wars. All'evento erano presenti oltre 70.000 persone.
Celebration Chicago 2019
La Celebration Chicago si è tenuta dall'11 al 15 aprile 2019 al McCormick Place di Chicago in comitanza con l'annuncio del museo dedicato alla figura di George Lucas. Un teaser trailer e la rivelazione del titolo per Star Wars - L'ascesa di Skywalker si sono verificati il 12 aprile. Inoltre è stato svelato un murale del franchise che includeva l'arte del film in uscita. È stato anche presentato un trailer per il prossimo gioco Star Wars Jedi: Fallen Order così come i teaser reel per la settima stagione di Star Wars: The Clone Wars e il nuovo spettacolo esclusivo Disney+, The Mandalorian. All'evento erano presenti circa 65.000 persone.
Celebration Anaheim 2022
Il 15 aprile 2019, l'ultimo giorno della Celebration Chicago 2019, è stato annunciato che nel 2020 la prossima Star Wars Celebration si sarebbe tenuta per la seconda volta all'Anaheim Convention Center di Anaheim, in California ma il 15 giugno 2020 è stato annunciato che la Celebration del 2020 era stata annullata a causa della pandemia di COVID-19 posticipando l'evento dal 18 al 21 agosto 2022 e successivamente anticipato dal 26 al 29 maggio. Sono state promosse diverse nuove serie esclusive di Disney+ su Star Wars, in primis Obi-Wan Kenobi le cui prime due puntate sono state mostrate in esclusiva il 26 maggio, un giorno prima del debutto su Disney+, partecipando anche John Williams che ha orchestrato sul palco il tema da lui scritto. Altre serie pubblicizzate sono state Andor, Ahsoka, Young Jedi Adventures e Tales of the Jedi.
Celebration Europe 2023
La celebration Europea del 2023 si è svolta dal 7 aprile al 10 aprile 2023 a Londra presso il centro espositivo ExCeL Exhibition Centre e si è celebrato la futura uscita delle serie televisive di Disney+ Ahsoka, The Acolyte - La seguace e Skeleton Crew, la seconda stagione di Star Wars: Visions e la terza stagione di The Bad Batch e del videogioco Star Wars Jedi: Survivor. Inoltre ha promosso anche il film Indiana Jones e il quadrante del destino e ha annunciato tre film di Guerre stellari. L'evento ha anche celebrato il 40º anniversario dell'uscita de Il ritorno dello Jedi.
Celebration Japan 2025
La Celebration Japan si è svolta in Giappone nel 2025 dal 18 al 20 aprile al Makuhari Messe Convention Center vicino a Tokyo. Durante l'evento è stato presentato un panel del film The Mandalorian & Grogu, diretto da Jon Favreau e Dave Filoni in uscita per maggio 2026 e sono state anche pubblicizzate la seconda stagione di Ahsoka e di Andor. Inoltre è stato annunciato un prossimo film intitolato Star Wars: Starfighter, ambientato 5 anni dopo la L'ascesa di Skywalker con protagonista Ryan Gosling e diretto da Shawn Levy in uscita per maggio 2027, Annunciate anche la serie tv animata Maul: Shadow Lord e la terza stagione di Star Wars: Visions. All'evento erano presenti oltre 105.000 persone.
Celebration Los Angeles 2027
Durante il panel di chiusura della Celebration in Giappone è stato annunciato che l'edizione successiva si svolgerà negli Stati Uniti a Los Angeles dal 1 al 4 aprile 2027. Tale edizione celebrerà il 50°anniversario del franchise e si svolgerà al Los Angeles Convention Center dove si svolse, nel 2007, l'edizione celebrativa del 30° anniversario della saga.